# Bathylaco macrophthalmus
Bathylaco macrophthalmus är en fiskart som beskrevs av Nielsen och Larsen, 1968. Bathylaco macrophthalmus ingår i släktet Bathylaco och familjen Bathylaconidae. IUCN kategoriserar arten globalt som otillräckligt studerad. Inga underarter finns listade.